# Biatlo nos Jogos Olímpicos de Inverno de 2018 - Revezamento feminino
O revezamento 4x6 km feminino do biatlo nos Jogos Olímpicos de Inverno de 2018 foi disputado no Centro de Biatlo Alpensia, em Daegwallyeong-myeon, Pyeongchang, em 22 de fevereiro.

## Medalhistas
|  | BLR Bielorrússia                                                   |  | SWE Suécia                                            |  | FRA França                                                       |
|  | Nadezhda Skardino Iryna Kryuko Dzinara Alimbekava Darya Domracheva |  | Linn Persson Mona Brorsson Anna Magnusson Hanna Öberg |  | Anaïs Chevalier Marie Dorin Habert Justine Braisaz Anaïs Bescond |

## Resultados
A prova foi disputada às 20:15 hora local. Cada atleta percorreu 6 quilômetros e passou pela estande de tiro duas vezes, a primeira atirando deitado e a segunda em pé. 
| Pos. | Bib | País                                                                                   | Tempo                                     | Penalidades (P+S)                        | Diferença |
| ---- | --- | -------------------------------------------------------------------------------------- | ----------------------------------------- | ---------------------------------------- | --------- |
| 01 ! | 10  | BLR Bielorrússia Nadezhda Skardino Iryna Kryuko Dzinara Alimbekava Darya Domracheva    | 1:12:03.4 17:35.2 18:08.2 18:52.4 17:27.6 | 0+3 0+6 0+0 0+2 0+1 0+0 0+2 0+1 0+0 0+3  | —         |
| 02 ! | 3   | SWE Suécia Linn Persson Mona Brorsson Anna Magnusson Hanna Öberg                       | 1:12:14.1 17:35.1 19:16.8 18:25.9 16:56.3 | 0+7 0+5 0+2 0+2 0+3 0+3 0+2 0+0 0+0 0+0  | +10.7     |
| 03 ! | 2   | FRA França Anaïs Chevalier Marie Dorin Habert Justine Braisaz Anaïs Bescond            | 1:12:21.0 17:20.8 18:25.6 18:40.6 17:54.0 | 0+6 0+8 0+1 0+2 0+1 0+1 0+3 0+3 0+1 0+2  | +17.6     |
| 4    | 7   | NOR Noruega Synnøve Solemdal Tiril Eckhoff Ingrid Landmark Tandrevold Marte Olsbu      | 1:12:33.1 17:09.8 18:49.5 19:18.9 17:14.9 | 0+2 3+10 0+0 0+1 0+1 1+3 0+1 2+3 0+0 0+3 | +29.7     |
| 5    | 17  | SVK Eslováquia Paulína Fialková Anastasiya Kuzmina Terézia Poliaková Ivona Fialková    | 1:12:41.8 17:07.8 18:30.5 18:59.4 18:04.1 | 0+3 1+6 0+1 0+0 0+1 1+3 0+1 0+1 0+0 0+2  | +38.4     |
| 6    | 8   | SUI Suíça Elisa Gasparin Lena Häcki Selina Gasparin Irene Cadurisch                    | 1:12:46.9 17:32.8 18:15.5 18:56.7 18:01.9 | 0+8 0+8 0+1 0+0 0+3 0+2 0+2 0+3          | +43.5     |
| 7    | 9   | POL Polônia Monika Hojnisz Magdalena Gwizdoń Krystyna Guzik Weronika Nowakowska        | 1:12:47.0 17:29.3 18:18.6 18:30.8 18:28.3 | 1+7 0+7 0+1 0+2 0+1 0+1 1+3 0+1 0+2 0+3  | +43.6     |
| 8    | 1   | GER Alemanha Franziska Preuß Denise Herrmann Franziska Hildebrand Laura Dahlmeier      | 1:12:57.3 17:49.6 19:07.4 18:33.9 17:26.4 | 1+3 2+8 0+0 1+3 1+3 0+1 0+0 0+1          | +53.9     |
| 9    | 5   | ITA Itália Lisa Vittozzi Dorothea Wierer Nicole Gontier Federica Sanfilippo            | 1:13:07.5 16:49.0 18:47.4 18:55.0 18:36.1 | 2+7 2+6 0+1 0+0 2+3 0+0 0+3 1+3 0+0 1+3  | +1:04.1   |
| 10   | 11  | CAN Canadá Sarah Beaudry Julia Ransom Emma Lunder Rosanna Crawford                     | 1:13:36.8 18:04.0 18:27.7 19:09.6 17:55.5 | 1+4 0+7 0+0 0+3 1+3 0+0 0+1 0+1          | +1:33.4   |
| 11   | 4   | UKR Ucrânia Iryna Varvynets Vita Semerenko Yuliia Dzhima Anastasiya Merkushyna         | 1:13:44.8 18:30.9 19:15.4 17:38.7 18:19.8 | 0+3 2+7 0+0 1+3 0+1 0+1 0+2 0+0          | +1:41.4   |
| 12   | 6   | CZE República Checa Eva Puskarčíková Jessica Jislová Markéta Davidová Veronika Vítková | 1:13:59.7 17:21.4 19:56.1 18:57.9 17:44.3 | 0+1 4+10 0+1 0+2 0+0 2+3 0+0 0+2         | +1:56.3   |
| 13   | 18  | USA Estados Unidos Susan Dunklee Clare Egan Joanne Reid Emily Dreissigacker            | 1:14:05.3 16:56.6 18:42.4 19:01.1 19:25.2 | 1+5 0+5 0+0 0+1 0+0 0+0 1+3 0+1 0+2 0+3  | +2:01.9   |
| 14   | 14  | KAZ Cazaquistão Galina Vishnevskaya Darya Klimina Alina Raikova Olga Poltoranina       | 1:14:18.0 17:50.2 19:54.3 18:28.3 18:05.2 | 0+2 1+7 0+0 0+3 0+1 1+3 0+1 0+1 0+0 0+0  | +2:14.6   |
| 15   | 13  | FIN Finlândia Laura Toivanen Kaisa Mäkäräinen Mari Laukkanen Venla Lehtonen            | 1:14:37.2 17:36.8 17:45.4 20:09.2 19:05.8 | 0+6 2+7 0+1 0+0 0+0 0+2 0+2 2+3 0+3 0+2  | +2:33.8   |
| 16   | 16  | BUL Bulgária Emilia Yordanova Daniela Kadeva Stefani Popova Desislava Stoyanova        | 1:14:38.0 18:24.4 18:33.2 19:27.6 18:12.8 | 1+3 1+6 0+0 1+3 0+0 0+1 1+3 0+1 0+0 0+1  | +2:34.6   |
| 17   | 12  | JPN Japão Fuyuko Tachizaki Sari Furuya Rina Mitsuhashi Yurie Tanaka                    | 1:15:47.7 17:51.6 19:50.2 18:40.0 19:25.9 | 0+2 2+7 0+0 0+2 0+1 2+3 0+1 0+0 0+0 0+2  | +3:44.3   |
| 18   | 15  | KOR Coreia do Sul Anna Frolina Ekaterina Avvakumova Mun Ji-hee Ko Eun-jung             | 1:20:20.6 20:32.3 18:33.9 19:24.5 21:49.9 | 0+5 6+11 0+2 4+3 0+1 0+2 0+1 1+3         | +8:17.2   |

Legenda
| Recorde mundial      | Recorde mundial (World record)               |                       | Recorde africano                      | Recorde africano (African) |                                           | Q | Classificado por posição (Qualified) |
| Recorde olímpico     | Recorde olímpico (Olympic record)            | Recorde da América    | Recorde da América (Americas)         | q                          | Classificado por melhor tempo (Qualified) |   |                                      |
| Melhor marca do ano  | Melhor marca do ano (World leading)          | Recorde asiático      | Recorde asiático (Asian)              | DNS                        | Não largou (Did not start)                |   |                                      |
| Recorde nacional     | Recorde nacional (National record)           | Recorde europeu       | Recorde europeu (European)            | DNF                        | Não terminou (Did not finish)             |   |                                      |
| Recorde pessoal      | Recorde pessoal do atleta (Personal best)    | Recorde da Oceania    | Recorde da Oceania (Oceania)          | DSQ / DQ                   | Desclassificado (Disqualified)            |   |                                      |
| Recorde da temporada | Recorde da temporada do atleta (Season best) | Recorde sul-americano | Recorde sul-americano (South America) | NM                         | Sem marca (No mark)                       |   |                                      |